# 문스트럭
《문스트럭》(영어: Moonstruck)은 1987년에 개봉한 미국의 로맨틱 코미디 영화이다. 노먼 주이슨이 감독을, 존 패트릭 섄리가 각본을 맡았다.
1987년 12월 18일 한정 개봉되었고, 1988년 1월 15일 와이드 릴리스되었다. 개봉과 함께 평단으로부터 대체로 좋은 평가를 받았다. 1988년 제60회 아카데미상에서 여섯 개 부문에 후보로 올랐으며 그중 각본상, 여우 주연상(셰어), 여우 조연상(올림피아 두카키스)을 수상하였다.

## 줄거리
남편과 사별한 37살 브루클린 하이츠 이탈리아계 미국인 로레타는 남자친구 조니가 청혼을 하고 시칠리아로 잠시 떠난 사이 조니의 동생 로니와 사랑에 빠진다.

## 출연진
- 셰어 - 로레타 카스토리니 역
- 니컬러스 케이지 - 로니 캐머레리(캄마레리) 역
- 올림피아 두카키스 - 로즈 카스토리니 역
- 빈센트 가디니아 - 코즈모 카스토리니 역
- 대니 아이엘로 - 조니 캐머레리 역
- 줄리 보바소 - 리타 카포마지 역
- 루이스 거스 - 레이먼드 카포마지 역
- 존 머호니 - 페리 역
- 표도르 샬랴핀 주니어 - 할아버지 카스토리니 역
- 어니타 질렛 - 모나 역
- 리어나도 치미노 - 필릭스 역
- 폴라 트루먼 - 루시 역
- 나다 데스포토비치 - 크리시 역
- 조 그리파시 - 부끄럼쟁이 웨이터 역
- 지나 디앤절리스 - 노파 역
- 로빈 바틀릿 - 바버라 역
- 헬렌 핸프트 - 롯 역
- 데이비드 S. 하워드 - 어브 역
- 로버트 와일 - 보보 역

## 기타 제작진
- 협력 제작: 보니 페일러프
- 미술: 필립 로젠버그
- 의상: 시오니 V. 올드리지
- 분장: 앤 브로디, 레너드 엥글먼, 에드 잭슨
- 헤어: 제임스 D. 브라운, 밥 그리말디, 러나터 로이슈너
- 제작 관리: 보니 페일러프, 로저 패러디소
- 조감독: 루이스 굴드, 데이비드 매커리